# Плюс
Плюс (лат. plus «більше» — порівняльний ступінь від лат. multum «багато») — графічний символ операції додавання, а також символ позитивного числа (+). В ASCII має код 43 (0x2B), в Юнікоді — 002B.
Найбільш ранньою книгою, в якій використовувався символ «+», вважається комерційний трактат 1489 Йоганна Відмана , де символ вживається в розумінні ознаки збільшення. У першій половині XVI століття символ вже як позначення складання зустрічається в книгах Генріха Грамматеуса та його учня Крістофа Рудольффа . Франсуа Вієт, творець символічної мови алгебри, систематично для складання застосовував знак «+», притому походження цієї нотації у Вієта зв'язується мальтійським хрестом .